# Gizur
Gizur (nórdico antiguo: Gizurr), también Gissur, es un nombre masculino de origen escandinavo que fue popular en la protohistoria nórdica y Era vikinga. Actualmente es un nombre propio típico de Islandia y las Islas Feroe.

## Etimología
El origen del nombre es desconocido, aunque tiene un aporte del verbo *gitsa (< *getison) sumado a un sufijo -urr. Puede significar «el que adivina», o «el que responde», o un derivado de Genserico.

### Personajes
- Odín, dios supremo del panteón nórdico se le llama Gizurr en Óðins nöfn «el de los acertijos» y en dos fragmentos de la Edda de Snorri Sturluson (AM 748 y 757).[8] también aparece en la  en  Saga Íslendinga de Sturla Þórðarson (1214–1284) y en Málsháttakvæði de Bjarni Kolbeinsson († 1223).
- Gizur, rey de los gautas, que aparece en la saga Hervarar.[9] Puede ser el mismo Gizurr Grýtingaliði de Hlöðskviða, a veces identificado con el rey gauta y a veces se ha interpretado como una personificación de Odín.
- Gizur Teitsson, Hvide (apodado el Blanco), caudillo de Skálholt, Islandia en el siglo X.
- Gizur gullbrárskáld, Svarti (apodado el Negro), escaldo de la corte de Olaf II el Santo.[10]

### Variante Gissur
- Gissur Hallsson († 1206), jurista (1181–1202) de Islandia, durante el reinado de Sverre I de Noruega.[11]
- Gissur Ísleifsson († 1118), segundo obispo católico de Islandia, cargo que heredó de su padre  Ísleifur Gissurarson.
- Gissur Þorvaldsson († 1268), goði del clan islandés Haukdælir durante el periodo de guerra civil conocido como Sturlungaöld.
- Gissur Einarsson († 1548), Obispo católico de Skálholt.